# زیارت پیرچوگان
زیارت پیرچوگان، روستایی در دهستان رهدار بخش مرکزی شهرستان رودان در استان هرمزگان ایران است.

## ویژگی‌ها
زیارتگاه «امامزاده سید سلطان محمد» معروف به «پیرچوگان» یکی از مهم‌ترین زیارتگاه‌های شهرستان رودان است که همه ساله به ویژه در ایام نوروز تعداد زیادی مسافر جهت زیارت قبر برادر حضرت علی بن موسی الرضا (ع) به روستای زیارتی پیرچوگان می‌آیند. این مکان مذهبی در۴۲کیلومتری و در مسیر جاده رودان «رودان» به «رودخانه» واقع می‌باشد.
امامزاده سید سلطان محمد ( پیرچوگان ) واقع در بخش مرکزی از توابع شهرستان رودان در استان هرمزگان و یکی از نقاط دیدنی استان هرمزگان در جنوب ایران است.

## جمعیت
بر پایه سرشماری عمومی نفوس و مسکن در سال ۱۳۹۵، جمعیت این روستا برابر با ۹۱۷ نفر (۲۷۶ خانوار) بوده‌است.